# Вібо-Валентія (провінція)
Провінція Вібо-Валентія (італ. Provincia di Vibo Valentia) — провінція в Італії, у регіоні Калабрія. 
Площа провінції — 1 139 км², населення — 165 170 осіб.
Столицею провінції є місто Вібо-Валентія.

## Географія

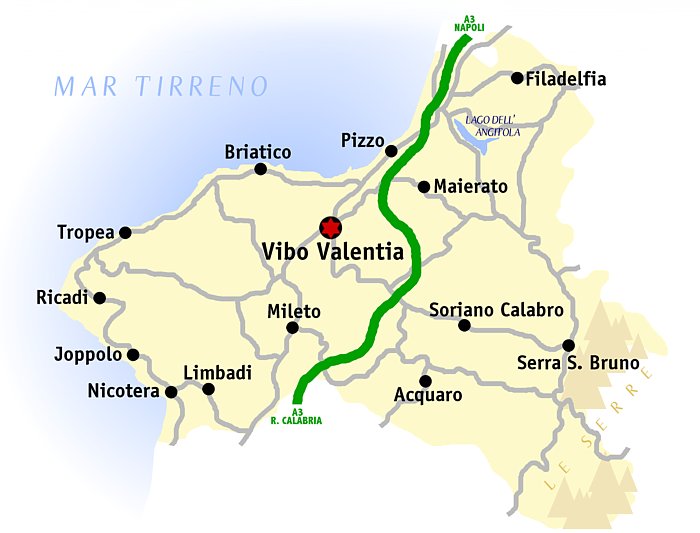
Мапа провінції

Межує на північному сході з провінцією Катандзаро і на південному сході з провінцією Реджо-Калабрія.

## Основні муніципалітети
Найбільші за кількістю мешканців муніципалітети (ISTAT):
| Муніципалітет   | Населення (осіб) | Площа (км²) |
| --------------- | ---------------- | ----------- |
| Вібо-Валентія   | 40.706           | 46,34       |
| Піццо           | 10.215           | 22,34       |
| Мілето          | 7.157            | 34,94       |
| Серра-Сан-Бруно | 7.041            | 39,58       |
| Тропеа          | 6.843            | 3,2         |
| Нікотера        | 6.778            | 32          |
| Філаделфія      | 6.282            | 30          |